# Dante Nannini
Dante Nannini Sandoval (Ciudad de Guatemala, Guatemala, 13 de septiembre de 1888-Nueva York, Estados Unidos, 1919) fue un militar italo-guatemalteco que fue pionero de la aviación en Guatemala y fue miembro de la Fuerza Aérea Italiana durante la Primera Guerra Mundial.

## Reseña biográfica
Estudió para ser un aviador en la Escuela de Aviación «Moisant» y recibió la licencia N.º 265 del Aero Club «de América» el 1 de septiembre de 1913. Regresó a Guatemala, junto con el instructor de aviones Moisant, Murvin C. Wood y el mecánico E. N. Bang, para establecer la primera escuela de aviación en Guatemala. Desde el 30 de junio de 1914 a junio de 1915 realizó varios vuelos en un avión Blériot XI, que había comprado a Moisant, convirtiéndose así en el primero de Guatemala para volar en solitario en nuestro país.
En 1913, el ciudadano mexicano Luis Ferro obtuvo autorización del gobierno del presidente, licenciado Manuel Estrada Cabrera, para inaugurar la primera Academia Nacional de Aviación en Guatemala.  La escuela se fundó oficialmente el 30 de junio de 1914, iniciando sus actividades con dos aviones monoplanos sin ningún instrumento para orientación - un Bleriot y un Nieuport. Los instructores de vuelo en esta primera etapa de la academia fueron Wood y Nannini Sandoval.
Los primeros alumnos fueron: Delfino Sánchez Latour, José Minondo, Donato Gonzales Tripaluri, el Barón Ernesto de Merck, Jorge De la Riva y el Coronel de Artillería Jorge Escobar. Las primeras prácticas se realizaban en el "Campo de Marte", pero la pérdida de los aviones en accidentes detuvo el desarrollo de la aviación guatemalteca por algunos años: 
- El avión Nieuport fue destruido por el piloto Alberto de La Riva, quien tuvo que saltar para salvar la vida en un despegue en el "Campo de Marte".
- El avión Bleriot fue destruido por Murvin Wood cuando se estrelló en San Pedrito (posteriormente parte de la zona 5 de la Ciudad de Guatemala), en uno de los vuelos de exhibición que se hacían para los jefes y oficiales de alta en los diferentes cuerpos militares de la época.

Para 1915 las actividades de vuelo habían sido suspendidas y comienza a incrementarse las prácticas de mecánica.
En 1916, Minerly Wilson, un piloto estadounidense llegó a Guatemala para mostrar un nuevo avión, el "Moisant Blue Bird".  El techo de este avión era de tres mil seiscientos pies de altura y como la Ciudad de Guatemala está a una elevación de cinco mil pies, se estrelló y sufrió lesiones graves. 
El 18 de septiembre de 1915, Nannini Sandoval se unió al ejército italiano como piloto de combate voluntario. Hizo numerosos vuelos de combate y derribó tres aviones enemigos y un globo de observación. Fue condecorado por el ejército italiano con varias medallas, incluyendo la medalla de plata.

## Muerte
Nannini Sandoval sobrevivió a la Primera Guerra Mundial, pero en su viaje de regreso a Guatemala cayó enfermo de escarlatina -o fiebre española- en la ciudad de Nueva York, en donde murió en 1919.